# 南朝錄尚書事、尚書令、尚書僕射列表
南朝的尚書臺因襲東晉之制，以尚書令為臺主，僕射、尚書分領諸曹，其中左僕射（或僕射）領殿中、主客二曹，右僕射（或祠部尚書）領祠部、儀曹二曹，五尚書分領其餘諸曹。諸公若錄尚書事，則位在尚書令之上。南朝梁時，改尚書臺為尚書省。
南朝宋時，尚書令、僕射為第三品。南朝梁時，尚書令位列十六班，尚書左僕射、尚書僕射、尚書右僕射位列十五班。南朝陳時，尚書令為第一品，僕射為第二品，秩均為中二千石。
下表列出南朝歷任錄尚書事、尚書令、尚書僕射。

## 錄尚書事
| 序次               | 姓名   | 授職時間                    | 離職時間                    | 爵位            | 備註                       | 授職君主   |
| 宋（420年－479年） |        |                             |                             |                 |                            |            |
| 1                  | 徐羨之 | 永初三年正月癸丑（422年）   | 元嘉三年正月丙寅（426年）   | 南昌縣開國公    | 遷自尚書令；伏誅           | 宋武帝     |
| 2                  | 王弘   | 元嘉三年正月丁卯（426年）   | 元嘉九年五月壬申（432年）   | 華容縣開國公    | 遷自江州刺史；卒官         | 宋文帝     |
| 3                  | 劉義康 | 元嘉六年正月癸丑（429年）   | 元嘉十七年十月戊午（440年） | 彭城郡王        | 遷自荊州刺史；遷江州刺史   | 宋文帝     |
| 4                  | 劉義恭 | 元嘉十七年十月戊午（440年） | 孝建元年六月戊子（454年）   | 江夏郡王        | 遷自南兗州刺史；省錄尚書事 | 宋文帝     |
| 5                  | 劉義宣 | 元嘉三十年四月庚午（453年） | 孝建元年六月戊子（454年）   | 南譙郡王→南郡王 | 遷自荊州刺史；省錄尚書事   | 宋孝武帝   |
| 6                  | 劉義恭 | 大明八年閏五月甲子（464年） | 永光元年八月癸酉（465年）   | 江夏郡王        | 伏誅                       | 宋前廢帝   |
| 7                  | 蕭道成 | 昇明元年七月丙申（477年）   | 昇明三年三月甲寅（479年）   | 竟陵郡開國公    | 遷自尚書左僕射；遷相國     | 宋順帝     |
| 齊（479年－502年） |        |                             |                             |                 |                            |            |
| 1                  | 褚淵   | 建元四年三月乙丑（482年）   | 建元四年八月癸卯（482年）   | 南康郡開國公    | 遷自尚書令；卒官           | 齊武帝     |
| 2                  | 蕭鸞   | 延興元年七月丁酉（494年）   | 延興元年十月癸亥（494年）   | 宣城郡開國公    | 遷自尚書令；即皇帝位       | 齊海陵王   |
| 3                  | 蕭衍   | 中興元年十二月己巳（501年） | 中興二年二月戊戌（502年）   | 建安郡開國公    | 遷自尚書左僕射；遷相國     | 齊和帝     |
| 梁（502年－557年） |        |                             |                             |                 |                            |            |
| 1                  | 侯景   | 太清三年三月庚午（549年）   | 大寶元年七月（550年）       | 河南王          | 遷相國                     | 梁武帝     |
| 2                  | 王僧辯 | 承聖四年二月癸丑（555年）   | 承聖四年九月甲辰（555年）   | 永寧郡開國公    | 遷自尚書令；伏誅           | 晉安王承制 |
| 3                  | 陳霸先 | 太平元年九月壬寅（556年）   | 太平二年九月辛丑（557年）   | 義興郡開國公    | 遷自尚書令；遷相國         | 梁敬帝     |
| 陳（557年－589年） |        |                             |                             |                 |                            |            |
| 1                  | 陳頊   | 天康元年五月庚寅（566年）   | 光大三年正月甲午（569年）   | 安成郡王        | 遷自尚書令；即皇帝位       | 陳廢帝     |

## 尚書令
| 序次               | 姓名   | 授職時間                      | 離職時間                    | 爵位                      | 備註                                           | 授職君主   |
| 宋（418年－479年） |        |                               |                             |                           |                                                |            |
| 1                  | 孔季恭 | 義熙十四年六月（418年）       | 義熙十四年（418年）         |                           | 遷自太尉軍諮祭酒；固辭遷侍中、特進、左光祿大夫 | 宋公       |
| 2                  | 徐羨之 | 永初二年正月丙寅（421年）     | 永初三年正月癸丑（422年）   | 南昌縣開國公              | 遷自尚書僕射；遷司空、錄尚書事                 | 宋武帝     |
| 3                  | 傅亮   | 永初三年（422年）             | 元嘉三年正月丙寅（426年）   | 建城縣開國公              | 遷自尚書僕射；伏誅                             | 宋少帝     |
| 4                  | 王敬弘 | 元嘉六年四月癸亥（429年）     | 元嘉六年五月癸巳（429年）   |                           | 遷自尚書左僕射；遷特進、左光祿大夫             | 宋文帝     |
| 5                  | 何尚之 | 元嘉二十八年五月戊申（451年） | 孝建元年正月甲辰（454年）   | 都鄉侯                    | 遷自尚書左僕射；遷左光祿大夫、護軍將軍         | 宋文帝     |
| 6                  | 劉宏   | 孝建二年十月壬午（455年）     | 大明二年三月丁未（458年）   | 建平郡王                  | 遷自中書監、尚書左僕射；卒官                   | 宋孝武帝   |
| 7                  | 柳元景 | 大明三年正月己丑（459年）     | 大明七年正月己丑（463年）   | 巴東郡開國公              | 遷自領軍將軍；遷驃騎大將軍、開府儀同三司       | 宋孝武帝   |
| 8                  | 劉義恭 | 大明七年十二月己未（463年）   | 大明八年閏五月庚申（464年） | 江夏郡王                  | 遷中書監                                       | 宋孝武帝   |
| 9                  | 柳元景 | 大明八年閏五月庚申（464年）   | 永光元年八月癸酉（465年）   | 巴東郡開國公              | 伏誅                                           | 宋前廢帝   |
| 10                 | 劉子尚 | 景和元年八月甲戌（465年）     | 景和元年十一月己未（465年） | 豫章郡王                  | 伏誅                                           | 宋前廢帝   |
| 11                 | 劉休仁 | 景和元年十二月癸亥（465年）   | 泰始七年五月戊午（471年）   | 建安郡王                  | 自殺                                           | 宋明帝     |
| 12                 | 袁粲   | 泰始七年五月庚午（471年）     | 元徽元年十一月丁丑（473年） | 興平縣開國子              | 遷自尚書右僕射；母喪去職                       | 宋明帝     |
| 12                 | 袁粲   | 元徽元年十二月乙巳（473年）   | 元徽二年九月丁酉（474年）   | 興平縣開國子              | 遷中書監                                       | 宋後廢帝   |
| 13                 | 褚淵   | 元徽二年九月丁酉（474年）     | 元徽三年六月癸未（475年）   | 雩都縣開國伯              | 固讓                                           | 宋後廢帝   |
| 14                 | 袁粲   | 元徽三年七月庚戌（475年）     | 昇明元年七月丙申（477年）   | 興平縣開國子              | 遷自中書監；遷中書監                           | 宋後廢帝   |
| 15                 | 劉秉   | 昇明元年七月丙申（477年）     | 昇明元年十二月壬申（477年） | 當陽縣開國侯              | 遷自中書令；伏誅                               | 宋順帝     |
| 16                 | 王僧虔 | 昇明二年二月庚辰（478年）     | 昇明三年四月壬辰（479年）   |                           | 遷自尚書左僕射                                 | 宋順帝     |
| 齊（479年－502年） |        |                               |                             |                           |                                                |            |
| 1                  | 蕭嶷   | 建元元年四月戊戌（479年）     | 建元元年九月乙巳（479年）   | 豫章郡王                  | 遷自荊州刺史；遷荊湘二州刺史                   | 齊高帝     |
| 2                  | 褚淵   | 建元元年九月丙午（479年）     | 建元四年三月乙丑（482年）   | 南康郡開國公              | 遷錄尚書事                                     | 齊高帝     |
| 3                  | 王儉   | 建元四年三月乙丑（482年）     | 永明七年五月乙巳（489年）   | 南昌縣開國公              | 遷自尚書左僕射；卒官                           | 齊武帝     |
| 4                  | 柳世隆 | 永明七年五月甲子（489年）     |                             | 貞陽縣開國公              | 遷自尚書左僕射；以疾免                         | 齊武帝     |
| 5                  | 蕭子良 | 永明十年正月戊午（492年）     | 永明十年（492年）           | 竟陵郡王                  | 遷中書監                                       | 齊武帝     |
| 6                  | 蕭鸞   | 永明十一年八月壬午（493年）   | 延興元年七月丁酉（494年）   | 西昌縣開國侯              | 遷自尚書左僕射；遷錄尚書事                     | 齊鬱林王   |
| 7                  | 王晏   | 延興元年八月甲辰（494年）     | 建武四年正月丙辰（497年）   | 曲江縣開國侯              | 遷自尚書左僕射；伏誅                           | 齊海陵王   |
| 8                  | 徐孝嗣 | 建武四年二月甲子（497年）     | 永元元年十月乙未（499年）   | 枝江縣開國公              | 遷自尚書左僕射；伏誅                           | 齊明帝     |
| 9                  | 蕭懿   | 永元二年四月乙亥（500年）     | 永元二年十月己卯（500年）   | 臨湘縣開國侯              | 遷自尚書右僕射；伏誅                           | 齊東昏侯   |
| 10                 | 蕭穎冑 | 中興元年三月乙巳（501年）     | 中興元年十一月壬寅（501年） |                           | 遷自相國左長史；卒官                           | 齊和帝     |
| 11守               | 王亮   | 中興二年二月己酉（502年）     | 中興二年四月壬戌（502年）   | 汝南縣開國侯              |                                                | 齊和帝     |
| 梁（502年－557年） |        |                               |                             |                           |                                                |            |
| 1                  | 王亮   | 天監元年四月丁卯（502年）     | 天監二年正月丙辰（503年）   | 豫寧縣開國公              | 遷自中書監；免官                               | 梁武帝     |
| 2                  | 謝朏   | 天監二年六月丁亥（503年）     | 天監四年十二月（505年）     |                           | 遷自左光祿大夫；母憂去職                       | 梁武帝     |
| 3                  | 沈約   | 天監六年閏月乙丑（507年）     | 天監九年正月乙亥（510年）   | 建昌縣開國侯              | 遷自尚書左僕射；遷左光祿大夫                   | 梁武帝     |
| 4                  | 王瑩   | 天監九年正月乙亥（510年）     | 天監十五年六月庚子（516年） | 建城縣開國公              | 遷自右光祿大夫；遷左光祿大夫、開府儀同三司     | 梁武帝     |
| 5                  | 袁昂   | 天監十八年正月甲申（519年）   | 普通三年正月庚子（522年）   |                           | 遷自尚書左僕射；遷中書監                       | 梁武帝     |
| 5                  | 袁昂   | 普通四年十月庚午（523年）     | 中大通五年九月甲寅（533年） |                           | 遷自中書監；遷特進、左光祿大夫                 | 梁武帝     |
| 6                  | 何敬容 | 大同五年正月乙卯（539年）     | 大同十年五月丁酉（544年）   |                           | 遷自丹楊尹；免官                               | 梁武帝     |
| 7                  | 謝舉   | 太清二年正月辛丑（548年）     | 太清二年十二月戊申（548年） |                           | 遷自尚書僕射；卒官                             | 梁武帝     |
| 8兼                | 蕭會理 | 太清三年七月庚午（549年）     | 大寶元年十月壬寅（550年）   | 南康嗣王                  | 遇害                                           | 梁簡文帝   |
| 9                  | 蕭恪   | 太清四年九月辛酉（550年）     | 太清四年九月（550年）       | 南平嗣王                  | 遷荊州刺史                                     | 湘東王承制 |
| 10                 | 王僧辯 | 太清五年五月癸未（551年）     | 承聖四年二月癸丑（555年）   | 長寧縣開國公→永寧郡開國公 | 遷錄尚書事                                     | 湘東王承制 |
| 11                 | 陳霸先 | 紹泰元年十月壬子（555年）     | 太平元年九月壬寅（556年）   | 長城縣開國侯→公           | 遷錄尚書事                                     | 梁敬帝     |
| 陳（557年－589年） |        |                               |                             |                           |                                                |            |
| 1                  | 陳頊   | 天康元年三月己卯（566年）     | 天康元年五月庚寅（566年）   | 安成郡王                  | 遷錄尚書事                                     | 陳文帝     |
| 2                  | 江總   | 至德四年十月癸亥（586年）     | 禎明三年正月甲申（589年）   |                           | 遷自尚書僕射                                   | 陳後主     |

## 尚書僕射/尚書左僕射
| 序次               | 姓名   | 授職時間                      | 離職時間                            | 爵位                           | 備註                                           | 授職君主 |
| 宋（418年－479年） |        |                               |                                     |                                |                                                |          |
| 1                  | 王弘   | 義熙十四年六月（418年）       | 義熙十四年（418年）                 | 華容縣五等侯                   | 遷自太尉左長史；遷江州刺史                     | 宋公     |
| 2                  | 徐羨之 | 義熙十四年（418年）           | 永初二年正月丙寅（421年）           | 南昌縣開國公                   | 遷自吏部尚書；遷尚書令                         | 宋公     |
| 3                  | 傅亮   | 永初三年正月癸丑（422年）     | 永初三年（422年）                   | 建城縣開國公                   | 遷自太子詹事；遷尚書令                         | 宋武帝   |
| 4左                | 王敬弘 | 元嘉三年二月戊午（426年）     | 元嘉六年四月癸亥（429年）           |                                | 遷自金紫光祿大夫；遷尚書令                     | 宋文帝   |
| 5左                | 劉義慶 | 元嘉六年四月癸亥（429年）     | 元嘉八年八月甲辰（431年）           | 臨川郡王                       | 遷中書令                                       | 宋文帝   |
| 6                  | 殷景仁 | 元嘉九年七月庚午（432年）     | 元嘉十七年十一月癸丑（440年）       |                                | 遷自領軍將軍；卒官                             | 宋文帝   |
| 7                  | 王球   | 元嘉十七年十二月癸亥（440年） | 元嘉十八年十一月戊子（441年）       |                                | 遷自金紫光祿大夫；卒官                         | 宋文帝   |
| 8                  | 孟顗   | 元嘉十八年十一月己亥（441年） | 元嘉二十二年七月己未（445年）       |                                | 遷自丹楊尹                                     | 宋文帝   |
| 8左                | 孟顗   | 元嘉二十二年七月己未（445年） | 元嘉二十三年正月十一月庚申（446年） |                                |                                                | 宋文帝   |
| 9左                | 何尚之 | 元嘉二十五年九月辛未（448年） | 元嘉二十八年五月戊申（451年）       | 都鄉侯                         | 遷自尚書右僕射；遷尚書令                       | 宋文帝   |
| 10                 | 徐湛之 | 元嘉二十八年五月戊申（451年） | 元嘉三十年二月甲子（453年）         | 枝江縣開國侯                   | 遷自太子詹事；被殺                             | 宋文帝   |
| 11左               | 蕭思話 | 元嘉三十年四月庚午（453年）   | 元嘉三十年五月戊戌（453年）         | 封陽縣開國侯                   | 遷自兗冀二州刺史；固辭遷中書令、丹楊尹         | 宋孝武帝 |
| 12左               | 劉宏   | 元嘉三十年五月戊戌（453年）   | 孝建二年十月壬午（455年）           | 建平郡王                       | 遷尚書令                                       | 宋孝武帝 |
| 13左               | 褚湛之 | 大明二年二月乙酉（458年）     | 大明四年五月丙戌（460年）           | 都鄉侯                         | 遷自丹楊尹、金紫光祿大夫；卒官                 | 宋孝武帝 |
| 14左               | 劉延孫 | 大明五年十月甲寅（461年）     | 大明六年六月辛酉（462年）           | 東昌縣開國侯                   | 遷自南徐州刺史；卒官                           | 宋孝武帝 |
| 15左               | 劉遵考 | 大明六年九月乙未（462年）     | 大明八年九月癸卯（464年）           | 營浦縣開國侯                   | 遷自尚書右僕射；遷特進、右光祿大夫             | 宋孝武帝 |
| 16左               | 王僧朗 | 大明八年（464年）             | 大明八年（464年）                   |                                | 遷自湘州刺史；遷侍中、特进                     | 宋孝武帝 |
| 17                 | 顏師伯 | 大明八年十二月乙酉（464年）   | 永光元年八月庚午（465年）           | 平都縣開國子                   | 遷自尚書右僕射                                 | 宋前廢帝 |
| 17左               | 顏師伯 | 永光元年八月庚午（465年）     | 永光元年八月癸酉（465年）           | 平都縣開國子                   | 伏誅                                           | 宋前廢帝 |
| 18                 | 王景文 | 泰始元年十二月壬申（465年）   | 泰始二年二月乙丑（466年）           | 建陵縣五等子                   | 遷自尚書右僕射；固辭遷散騎常侍、中書令         | 宋明帝   |
| 19左               | 蔡興宗 | 泰始二年二月乙丑（466年）     | 泰始三年三月丙子（467年）           | 樂安縣開國伯                   | 遷自吏部尚書；遷郢州刺史                       | 宋明帝   |
| 20                 | 袁粲   | 泰始三年五月壬戌（467年）     | 泰始六年六月癸卯（470年）           | 興平縣開國子                   | 遷自太子詹事；遷尚書右僕射                     | 宋明帝   |
| 21左               | 王景文 | 泰始六年六月癸卯（470年）     | 泰豫元年三月己未（472年）           | 江安縣開國侯                   | 遷自江州刺史；卒官                             | 宋明帝   |
| 22左               | 劉秉   | 泰豫元年十一月己亥（472年）   | 元徽四年（476年）                   | 當陽縣開國侯                   | 遷自郢州刺史；遷中書令                         | 宋後廢帝 |
| 23左               | 蕭道成 | 元徽四年六月乙亥（476年）     | 昇明元年七月丙申（477年）           | 西陽縣開國公                   | 遷錄尚書事                                     | 宋後廢帝 |
| 24                 | 王僧虔 | 昇明元年七月辛丑（477年）     | 昇明元年十二月乙亥（477年）         |                                | 遷自尚書右僕射                                 | 宋順帝   |
| 24左               | 王僧虔 | 昇明元年十二月乙亥（477年）   | 昇明二年二月庚辰（478年）           |                                | 遷尚書令                                       | 宋順帝   |
| 25左               | 王延之 | 昇明二年二月庚辰（478年）     | 昇明三年正月甲辰（479年）           |                                | 遷自尚書右僕射；遷江州刺史                     | 宋順帝   |
| 26                 | 蕭賾   | 昇明三年正月辛亥（479年）     | 昇明三年四月壬辰（479年）           | 聞喜縣開國公→齊公世子→齊王太子 |                                                | 宋順帝   |
| 齊（479年－502年） |        |                               |                                     |                                |                                                |          |
| 1左                | 王儉   | 建元二年（480年）             | 建元四年三月乙丑（482年）           | 南昌縣開國公                   | 遷自尚書右僕射；遷尚書令                       | 齊高帝   |
| 2左                | 王延之 | 建元四年（482年）             | 永明二年（484年）                   |                                | 遷自中書令；遷特進、右光祿大夫                 | 齊武帝   |
| 3左                | 李安民 | 永明二年（484年）             | 永明二年（484年）                   | 康樂縣開國侯                   | 遷自丹楊尹；遷散騎常侍、金紫光祿大夫           | 齊武帝   |
| 4左                | 柳世隆 | 永明二年（484年）             | 永明四年四月丁亥（486年）           | 貞陽縣開國公                   | 遷自尚書右僕射；遷湘州刺史                     | 齊武帝   |
| 5                  | 王奐   | 永明四年（486年）             | 永明六年閏十月辛卯（488年）         |                                | 遷自尚書右僕射；遷領軍將軍                     | 齊武帝   |
| 6左                | 柳世隆 | 永明六年（488年）             | 永明七年五月甲子（489年）           | 貞陽縣開國公                   | 遷自湘州刺史；未拜遷尚書令                     | 齊武帝   |
| 7左                | 王奐   | 永明七年（489年）             | 永明九年六月甲戌（491年）           |                                | 遷自領軍將軍；遷雍州刺史                       | 齊武帝   |
| 8左                | 蕭鸞   | 永明十年（492年）             | 永明十一年八月壬午（493年）         | 西昌縣開國侯                   | 遷自尚書右僕射；遷尚書令                       | 齊武帝   |
| 9左                | 王晏   | 永明十一年八月壬午（493年）   | 延興元年七月丁酉（494年）           |                                | 遷自尚書右僕射；遷尚書令                       | 齊鬱林王 |
| 10左               | 徐孝嗣 | 延興元年（494年）             | 建武四年二月甲子（497年）           | 枝江縣開國侯→公                | 遷自丹楊尹；遷尚書令                           | 齊海陵王 |
| 11左               | 沈文季 | 永泰元年七月（498年）         | 永元元年十月乙未（499年）           | 西豐縣開國侯                   | 遷自尚書右僕射；伏誅                           | 齊東昏侯 |
| 12左               | 蕭衍   | 中興元年三月乙巳（501年）     | 中興元年十二月己巳（501年）         |                                | 遷錄尚書事                                     | 齊和帝   |
| 梁（502年－557年） |        |                               |                                     |                                |                                                |          |
| 1                  | 沈約   | 天監元年四月丁卯（502年）     | 天監二年正月乙卯（503年）           | 建昌縣開國侯                   | 遷自梁國吏部尚書                               | 梁武帝   |
| 1左                | 沈約   | 天監二年正月乙卯（503年）     | 天監二年十一月乙亥（503年）         | 建昌縣開國侯                   | 母憂去職                                       | 梁武帝   |
| 2左                | 王瑩   | 天監三年正月癸丑（504年）     | 天監六年四月丁巳（507年）           | 建城縣開國公                   | 遷自尚書右僕射；遷丹楊尹                       | 梁武帝   |
| 3左                | 沈約   | 天監六年四月丁巳（507年）     | 天監六年閏月乙丑（507年）           | 建昌縣開國侯                   | 遷自右光祿大夫；遷尚書令                       | 梁武帝   |
| 4左                | 夏侯詳 | 天監六年閏月甲申（507年）     | 天監六年十二月丙辰（507年）         | 豐城縣開國公                   | 遷自右光祿大夫；未拜卒                         | 梁武帝   |
| 5左                | 張稷   | 天監七年十月丙寅（508年）     | 天監十年正月癸卯（511年）           | 江安縣開國侯                   | 遷自吳興太守；遷青冀二州刺史                   | 梁武帝   |
| 6左                | 張充   | 天監十年五月己卯（511年）     | 天監十年（511年）                   |                                | 遷自左衛將軍、國子祭酒；遷吳郡太守             | 梁武帝   |
| 7左                | 袁昂   | 天監十五年六月庚子（516年）   | 天監十八年正月甲申（519年）         |                                | 遷自尚書右僕射；遷尚書令                       | 梁武帝   |
| 8左                | 王暕   | 天監十八年正月甲申（519年）   | 普通元年正月己卯（520年）           |                                | 遷自尚書右僕射；母憂去職                       | 梁武帝   |
| 9左                | 王份   | 普通元年正月己卯（520年）     | 普通三年正月庚子（522年）           |                                | 遷自金紫光祿大夫；遷右光祿大夫                 | 梁武帝   |
| 10左               | 王暕   | 普通三年正月庚子（522年）     | 普通四年十一月甲辰（523年）         |                                | 遷自吳郡太守；卒官                             | 梁武帝   |
| 11                 | 徐勉   | 普通八年正月乙丑（527年）     | 中大通三年六月丁未（531年）         |                                | 遷自尚書右僕射；遷特進、右光祿大夫             | 梁武帝   |
| 12左               | 何敬容 | 中大通五年十月庚申（533年）   | 大同三年二月己丑（537年）           |                                | 遷自尚書右僕射；遷丹楊尹                       | 梁武帝   |
| 13左               | 蕭淵藻 | 大同三年二月己丑（537年）     | 大同五年正月乙卯（539年）           | 西昌縣開國侯                   | 遷自護軍將軍；遷中衛將軍、開府儀同三司、中書令 | 梁武帝   |
| 14                 | 張纘   | 大同五年正月乙卯（539年）     | 大同九年（543年）                   | 利亭侯                         | 遷自吏部尚書；遷丹楊尹                         | 梁武帝   |
| 15                 | 謝舉   | 大同九年三月（543年）         | 太清二年正月辛丑（548年）           |                                | 遷自太子詹事；遷尚書令                         | 梁武帝   |
| 16                 | 王克   | 太清二年正月辛丑（548年）     | 大寶元年二月乙巳（550年）           |                                | 遷自守吏部尚書                                 | 梁武帝   |
| 16左               | 王克   | 大寶元年二月乙巳（550年）     | 大寶二年（551年）                   |                                |                                                | 梁簡文帝 |
| 17左               | 王褒   | 承聖二年十一月戊戌（553年）   | 承聖三年十一月己酉（554年）         | 南昌縣開國侯                   | 遷自尚書右僕射；遷護軍將軍                     | 梁元帝   |
| 18左               | 王沖   | 556年                         |                                     | 東安亭侯                       | 遷自尚書右僕射                                 | 梁敬帝   |
| 19左               | 王通   | 太平二年正月壬寅（557年）     | 太平二年十月乙亥（557年）           | 平樂亭侯                       | 遷自尚書右僕射                                 | 梁敬帝   |
| 陳（557年－589年） |        |                               |                                     |                                |                                                |          |
| 1左                | 王通   | 永定元年十月乙亥（557年）     | 天康元年（566年）                   | 平樂亭侯                       | 遷右光祿大夫                                   | 陳武帝   |
| 2                  | 到仲舉 | 天康元年（566年）             | 天康元年（566年）                   | 建昌縣開國侯                   | 遷自尚書右僕射；遷金紫光祿大夫                 | 陳文帝   |
| 3左                | 袁樞   | 天康元年五月丁酉（566年）     | 光大元年正月癸酉（567年）           |                                | 遷自吏部尚書；卒官                             | 陳廢帝   |
| 4                  | 沈欽   | 光大元年三月甲午（567年）     | 太建元年正月丁酉（569年）           | 建城縣開國侯                   | 遷自尚書右僕射                                 | 陳廢帝   |
| 4左                | 沈欽   | 太建元年正月丁酉（569年）     | 太建元年（569年）                   | 建城縣開國侯                   | 遷義興太守                                     | 陳宣帝   |
| 5                  | 徐陵   | 太建三年正月癸丑（571年）     | 太建四年正月丙午（572年）           | 建昌縣開國侯                   | 遷自尚書右僕射                                 | 陳宣帝   |
| 5左                | 徐陵   | 太建四年正月丙午（572年）     | 太建七年（575年）                   | 建昌縣開國侯                   | 免官                                           | 陳宣帝   |
| 6                  | 王瑒   | 太建七年六月壬辰（575年）     | 太建七年十二月壬戌（575年）         |                                | 遷自尚書右僕射                                 | 陳宣帝   |
| 6左                | 王瑒   | 太建七年十二月壬戌（575年）   | 太建八年五月庚寅（576年）           |                                | 卒官                                           | 陳宣帝   |
| 7左                | 陸繕   | 太建八年六月甲寅（576年）     | 太建十年十月戊子（578年）           |                                | 遷自尚書右僕射                                 | 陳宣帝   |
| 7                  | 陸繕   | 太建十年十月戊子（578年）     | 太建十一年十月甲戌（579年）         |                                |                                                | 陳宣帝   |
| 7左                | 陸繕   | 太建十一年十月甲戌（579年）   | 太建十二年四月癸亥（580年）         |                                | 卒官                                           | 陳宣帝   |
| 8                  | 陳伯恭 | 太建十二年五月癸巳（580年）   | 太建十三年正月壬午（581年）         | 晉安郡王                       | 遷自尚書右僕射                                 | 陳宣帝   |
| 8左                | 陳伯恭 | 太建十三年正月壬午（581年）   | 太建十四年三月己巳（582年）         | 晉安郡王                       | 遷湘州刺史                                     | 陳宣帝   |
| 9                  | 陳伯智 | 太建十四年三月己巳（582年）   | 至德二年五月戊子（584年）           | 永陽郡王                       | 遷東揚州刺史                                   | 陳後主   |
| 10                 | 江總   | 至德二年五月戊子（584年）     | 至德四年十月癸亥（586年）           |                                | 遷自吏部尚書；遷尚書令                         | 陳後主   |
| 11                 | 謝伷   | 至德四年十月癸亥（586年）     | 禎明二年六月辛丑（588年）           |                                | 遷自吏部尚書；遷特進                           | 陳後主   |
| 12                 | 袁憲   | 禎明二年六月辛丑（588年）     | 禎明三年正月甲申（589年）           | 建安縣開國伯                   | 遷自太子詹事                                   | 陳後主   |

## 尚書右僕射
| 序次               | 姓名   | 授職時間                      | 離職時間                      | 爵位                      | 備註                                         | 授職君主 |
| 宋（420年－479年） |        |                               |                               |                           |                                              |          |
| 1                  | 鄭鮮之 | 元嘉三年二月戊午（426年）     | 元嘉四年三月戊子（427年）     | 龍陽縣五等子              | 遷自豫章太守；卒官                           | 宋文帝   |
| 2                  | 江夷   | 元嘉六年四月癸亥（429年）     | 元嘉八年二月戊午（431年）     | 州陵縣五等侯              | 遷自吏部尚書；遷湘州刺史                     | 宋文帝   |
| 3                  | 何尚之 | 元嘉二十二年七月己未（445年） | 元嘉二十五年九月辛未（448年） | 都鄉侯                    | 遷自中護軍；遷尚書左僕射                     | 宋文帝   |
| 4                  | 王僧達 | 元嘉三十年四月壬申（453年）   | 元嘉三十年六月庚戌（453年）   |                           | 遷自義興太守；遷南蠻校尉                     | 宋孝武帝 |
| 5                  | 褚湛之 | 元嘉三十年六月庚戌（453年）   | 孝建元年（454年）             |                           | 遷自丹楊尹；遷中書令、丹陽尹                 | 宋孝武帝 |
| 6                  | 劉延孫 | 孝建元年五月癸亥（454年）     | 孝建二年二月辛巳（455年）     | 東昌縣開國侯              | 遷自吳興太守；遷南兗州刺史                   | 宋孝武帝 |
| 7                  | 劉遵考 | 孝建二年五月戊戌（455年）     | 孝建三年閏月戊午（456年）     | 營浦縣開國侯              | 遷自湘州刺史；遷丹楊尹                       | 宋孝武帝 |
| 7                  | 劉遵考 | 孝建三年九月壬戌（456年）     | 大明三年正月己丑（459年）     | 營浦縣開國侯              | 遷自丹楊尹；遷領軍將軍                       | 宋孝武帝 |
| 8                  | 劉秀之 | 大明三年七月丙子（459年）     | 大明五年十月甲寅（461年）     | 康樂縣開國侯              | 遷自丹楊尹；遷雍州刺史                       | 宋孝武帝 |
| 9                  | 劉遵考 | 大明五年十二月壬申（461年）   | 大明六年九月乙未（462年）     | 營浦縣開國侯              | 遷自領軍將軍；遷尚書左僕射                   | 宋孝武帝 |
| 10                 | 王僧朗 | 大明六年九月乙未（462年）     | 大明七年正月丁亥（463年）     |                           | 遷自丹楊尹；遷太常                           | 宋孝武帝 |
| 11                 | 顏師伯 | 大明七年正月丁亥（463年）     | 大明八年十二月乙酉（464年）   | 平都縣開國子              | 遷自右衛將軍；遷尚書僕射                     | 宋孝武帝 |
| 12                 | 王景文 | 永光元年八月庚午（465年）     | 泰始元年十二月（465年）       | 建陵縣五等子              | 遷自吏部尚書；父憂去職                       | 宋前廢帝 |
| 13                 | 袁粲   | 泰始六年六月癸卯（470年）     | 泰始七年五月庚午（471年）     | 興平縣開國子              | 遷自尚書僕射；遷尚書令                       | 宋明帝   |
| 14                 | 褚淵   | 泰始七年五月庚午（471年）     | 泰豫元年四月己亥（472年）     | 雩都縣開國伯              | 遷自吏部尚書；遷中書令、護軍將軍             | 宋明帝   |
| 15守               | 劉勔   | 泰豫元年四月己亥（472年）     | 元徽二年五月壬辰（474年）     | 鄱陽縣開國侯              | 死事                                         | 宋明帝   |
| 16                 | 王僧虔 | 元徽四年十月辛酉（476年）     | 昇明元年七月辛丑（477年）     |                           | 遷自吏部尚書；遷尚書僕射                     | 宋後廢帝 |
| 17                 | 王延之 | 昇明元年十二月乙亥（477年）   | 昇明二年二月庚辰（478年）     |                           | 遷自中書令；遷尚書左僕射                     | 宋順帝   |
| 18                 | 柳世隆 | 昇明二年正月丙子（478年）     |                               | 貞陽縣開國侯              | 遷自侍中；遷吳郡太守                         | 宋順帝   |
| 齊（479年－502年） |        |                               |                               |                           |                                              |          |
| 1                  | 王儉   | 昇明三年（479年）             | 建元二年（480年）             | 豫寧縣開國侯→南昌縣開國公 | 遷自太尉左長史；遷尚書左僕射                 | 齊公     |
| 2                  | 柳世隆 | 建元二年（480年）             | 建元三年正月丙子（481年）     | 貞陽縣開國公              | 遷自南豫州刺史；未拜遷南兗州刺史             | 齊高帝   |
| 3                  | 王奐   | 建元四年（482年）             | 建元四年九月辛未（482年）     |                           | 遷自南郡內史；遷湘州刺史                     | 齊武帝   |
| 4                  | 柳世隆 | 永明二年正月（484年）         | 永明二年（484年）             | 貞陽縣開國公              | 遷自護軍將軍；未拜遷尚書左僕射               | 齊武帝   |
| 5                  | 王奐   | 永明四年（486年）             | 永明四年（486年）             |                           | 遷自江州刺史；遷尚書僕射                     | 齊武帝   |
| 6                  | 蕭鸞   | 永明七年（489年）             | 永明十年（492年）             | 西昌縣開國侯              | 遷自豫州刺史；遷尚書左僕射                   | 齊武帝   |
| 7                  | 王晏   | 永明十一年（493年）           | 永明十一年八月壬午（493年）   |                           | 遷自散騎常侍、金紫光祿大夫；遷尚書左僕射     | 齊武帝   |
| 8                  | 徐孝嗣 | 永明十一年八月壬午（493年）   | 隆昌元年正月（494年）         |                           | 遷自吏部尚書；遷散騎常侍、丹楊尹             | 齊鬱林王 |
| 9                  | 蕭鏘   | 隆昌元年正月（494年）         | 隆昌元年四月丁酉（494年）     | 鄱陽郡王                  | 遷自領軍將軍；遷侍中、驃騎將軍、開府儀同三司 | 齊鬱林王 |
| 10                 | 沈文季 | 延興元年（494年）             | 永泰元年七月（498年）         | 西豐縣開國侯              | 遷自領軍將軍；遷尚書左僕射                   | 齊海陵王 |
| 11                 | 江祏   | 永泰元年七月（498年）         | 永元元年八月（499年）         | 安陸縣開國公              | 遷自侍中、中書令；伏誅                       | 齊東昏侯 |
| 12                 | 蕭坦之 | 永元元年八月（499年）         | 永元元年（499年）             | 臨汝縣開國公              | 遷自領軍將軍；伏誅                           | 齊東昏侯 |
| 13                 | 蕭惠休 | 永元元年（499年）             | 永元二年（500年）             | 建安縣開國子              | 遷自吳興太守；卒官                           | 齊東昏侯 |
| 14                 | 蕭懿   | 永元二年四月（500年）         | 永元二年四月乙亥（500年）     | 臨湘縣開國侯              | 遷自豫州刺史；未拜遷尚書令                   | 齊東昏侯 |
| 15                 | 王亮   |                               | 永元三年（501年）             |                           | 遷自太子右衛率                               | 齊東昏侯 |
| 16                 | 夏侯詳 | 中興元年（501年）             | 中興二年（502年）             |                           | 遷自南郡尹                                   | 齊和帝   |
| 梁（502年－557年） |        |                               |                               |                           |                                              |          |
| 1兼                | 沈約   | 中興二年（502年）             | 天監元年四月丁卯（502年）     |                           | 遷自南清河太守；遷尚書僕射                   | 梁公     |
| 2                  | 范雲   | 天監二年正月乙卯（503年）     | 天監二年五月丁巳（503年）     | 霄城縣開國侯              | 遷自吏部尚書；卒官                           | 梁武帝   |
| 3                  | 王瑩   | 天監二年六月甲午（503年）     | 天監三年正月癸丑（504年）     |                           | 遷自中書監；遷尚書左僕射                     | 梁武帝   |
| 4                  | 柳惔   | 天監三年正月癸丑（504年）     | 天監六年（507年）             | 曲江縣開國侯              | 遷自太子詹事；遷金紫光祿大夫                 | 梁武帝   |
| 5                  | 王茂   | 天監六年四月己酉（507年）     | 天監六年七月丁亥（507年）     | 望蔡縣開國公              | 遷自江州刺史；固辭遷侍中、中衛將軍           | 梁武帝   |
| 6兼                | 袁昂   | 天監六年閏月乙丑（507年）     | 天監八年（509年）             |                           | 遷自吏部尚書；遷吳郡太守                     | 梁武帝   |
| 6兼                | 袁昂   | 天監十一年十一月乙未（512年） | 天監十二年二月辛酉（513年）   |                           | 遷自吳郡太守；未拜轉真                       | 梁武帝   |
| 6                  | 袁昂   | 天監十二年二月辛酉（513年）   | 天監十五年六月庚子（516年）   |                           | 遷自五兵尚書；遷尚書左僕射                   | 梁武帝   |
| 7                  | 王暕   | 天監十五年六月庚子（516年）   | 天監十八年正月甲申（519年）   |                           | 遷自吏部尚書；遷尚書左僕射                   | 梁武帝   |
| 8                  | 徐勉   | 天監十八年正月甲申（519年）   | 普通八年正月乙丑（527年）     |                           | 遷尚書僕射                                   | 梁武帝   |
| 9                  | 何敬容 | 中大通三年七月壬辰（531年）   | 中大通五年十月庚申（533年）   |                           | 遷自吏部尚書；遷尚書左僕射                   | 梁武帝   |
| 10                 | 謝舉   | 中大通五年十月庚申（533年）   | 大同三年二月己丑（537年）     |                           | 遷自吏部尚書；遷右光祿大夫                   | 梁武帝   |
| 11                 | 王褒   | 承聖二年正月戊寅（553年）     | 承聖二年十一月戊戌（553年）   | 南昌縣開國侯              | 遷自吏部尚書；遷尚書左僕射                   | 梁元帝   |
| 12                 | 張綰   | 承聖二年十一月戊戌（553年）   | 承聖三年十一月（554年）       |                           | 遷自湘東太守                                 | 梁元帝   |
| 13                 | 王沖   | 紹泰中（555年－556年）        | 556年                         | 東安亭侯                  | 遷尚書左僕射                                 | 梁敬帝   |
| 14                 | 王通   | 太平元年九月壬寅（556年）     | 太平二年正月壬寅（557年）     | 平樂亭侯                  | 遷自吏部尚書；遷尚書左僕射                   | 梁敬帝   |
| 陳（557年－589年） |        |                               |                               |                           |                                              |          |
| 1                  | 到仲舉 | 天嘉三年九月戊辰（562年）     | 天康元年（566年）             | 建昌縣開國侯              | 遷自侍中、都官尚書；遷侍中、尚書僕射         | 陳文帝   |
| 2                  | 沈欽   | 天康元年五月丁酉（566年）     | 光大元年三月甲午（567年）     | 建城縣開國侯              | 遷自吳興太守；遷侍中、尚書僕射               | 陳廢帝   |
| 3                  | 王勱   | 太建元年正月丁酉（569年）     | 太建元年（569年）             |                           | 遷自度支尚書；遷晉陵太守                     | 陳宣帝   |
| 4                  | 徐陵   | 太建元年五月丁巳（569年）     | 太建三年正月癸丑（571年）     | 建昌縣開國侯              | 遷自吏部尚書；遷尚書僕射                     | 陳宣帝   |
| 5                  | 王勱   | 太建四年正月丙午（572年）     | 太建四年五月癸卯（572年）     |                           | 遷自中書監；卒官                             | 陳宣帝   |
| 6                  | 沈君理 | 太建五年正月癸酉（573年）     | 太建五年九月癸未（573年）     | 望蔡縣侯                  | 遷自吏部尚書；卒官                           | 陳宣帝   |
| 7                  | 周弘正 | 太建五年十月己亥（573年）     | 太建六年六月壬辰（574年）     |                           | 遷自特進；卒官                               | 陳宣帝   |
| 8                  | 王瑒   | 太建六年十二月戊戌（574年）   | 太建七年六月壬辰（575年）     |                           | 遷自吏部尚書；遷尚書僕射                     | 陳宣帝   |
| 9                  | 陸繕   | 太建七年十二月壬戌（575年）   | 太建八年六月甲寅（576年）     |                           | 遷自太子詹事；遷尚書左僕射                   | 陳宣帝   |
| 10                 | 王克   | 太建八年六月甲寅（576年）     |                               |                           | 遷自晉陵太守                                 | 陳宣帝   |
| 11                 | 陳伯恭 | 太建十一年（579年）           | 太建十二年五月癸巳（580年）   | 晉安郡王                  | 遷自祠部尚書；遷尚書僕射                     | 陳宣帝   |
| 12                 | 袁憲   | 太建十三年正月壬午（581年）   | 太建十四年（582年）           |                           | 遷自吏部尚書；遷侍中、太子詹事               | 陳宣帝   |